# Wristcutters: A Love Story
Wristcutters: A Love Story är en amerikansk dramafilm från 2006 i regi av Goran Dukić. Filmen handlar om Zia, spelad av Patrick Fugit, som begår självmord efter att ha blivit dumpad av sin flickvän Desiree (Leslie Bibb). Zia hamnar i ett efterliv där alla, som befinner sig där, har begått självmord. Han träffar olika människor på vägen som hjälper honom med sin önskan om att hitta sin före detta flickvän.

## Medverkande i urval
- Patrick Fugit – Zia
- Shannyn Sossamon – Mikal
- Shea Whigham – Eugene
- Leslie Bibb – Desiree
- Tom Waits – Kneller
- Mark Boone Junior – Mike
- Clayne Crawford – Jim
- Will Arnett – Messiah King
- Cameron Bowen – Kostya
  - Chase Ellison – Kostya som ung
- Abraham Benrubi – Erik
- Mikal P. Lazarev – Nanuk